# Groeve Gerendal

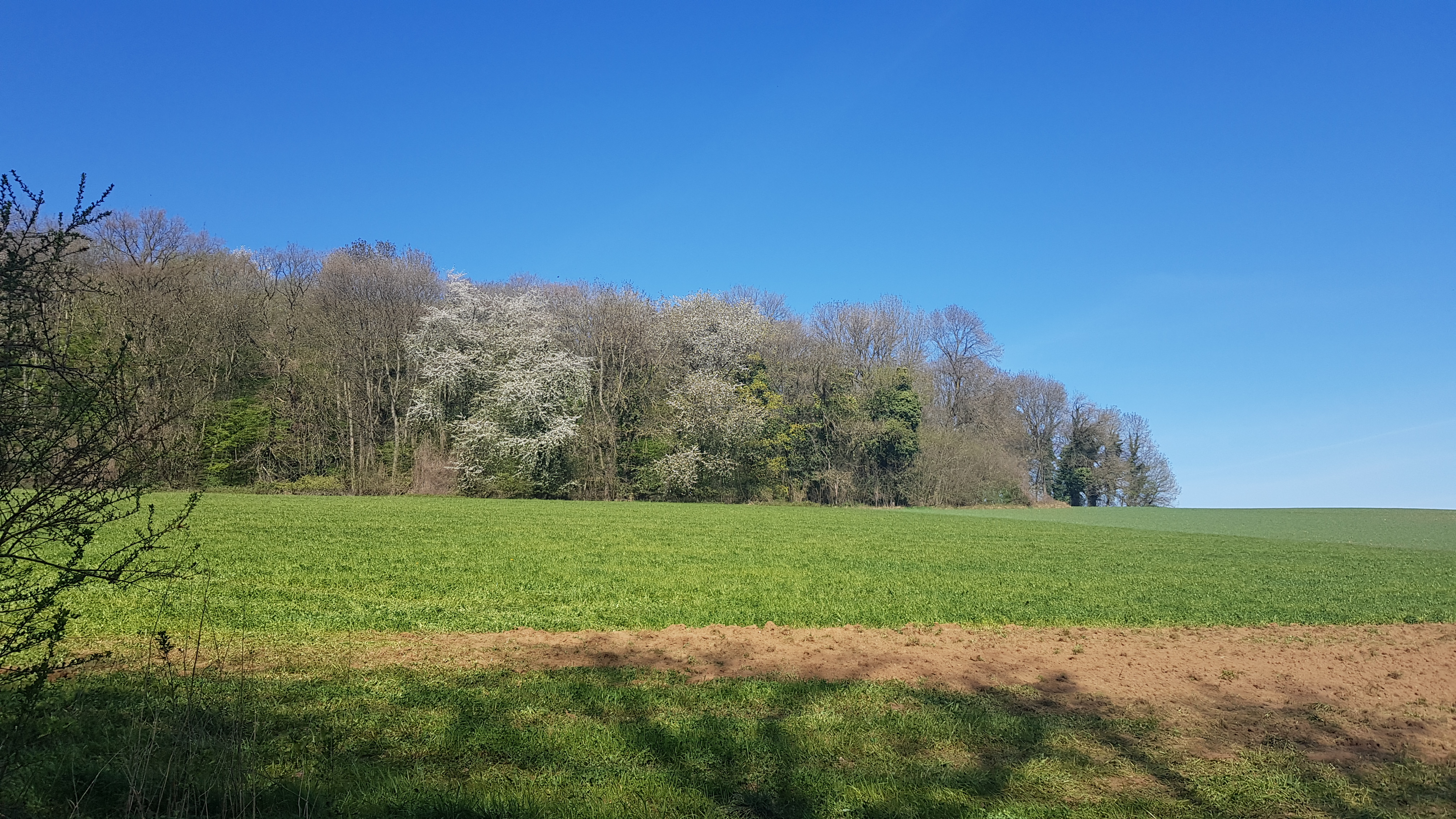
de locatie van Groeve Gerendal

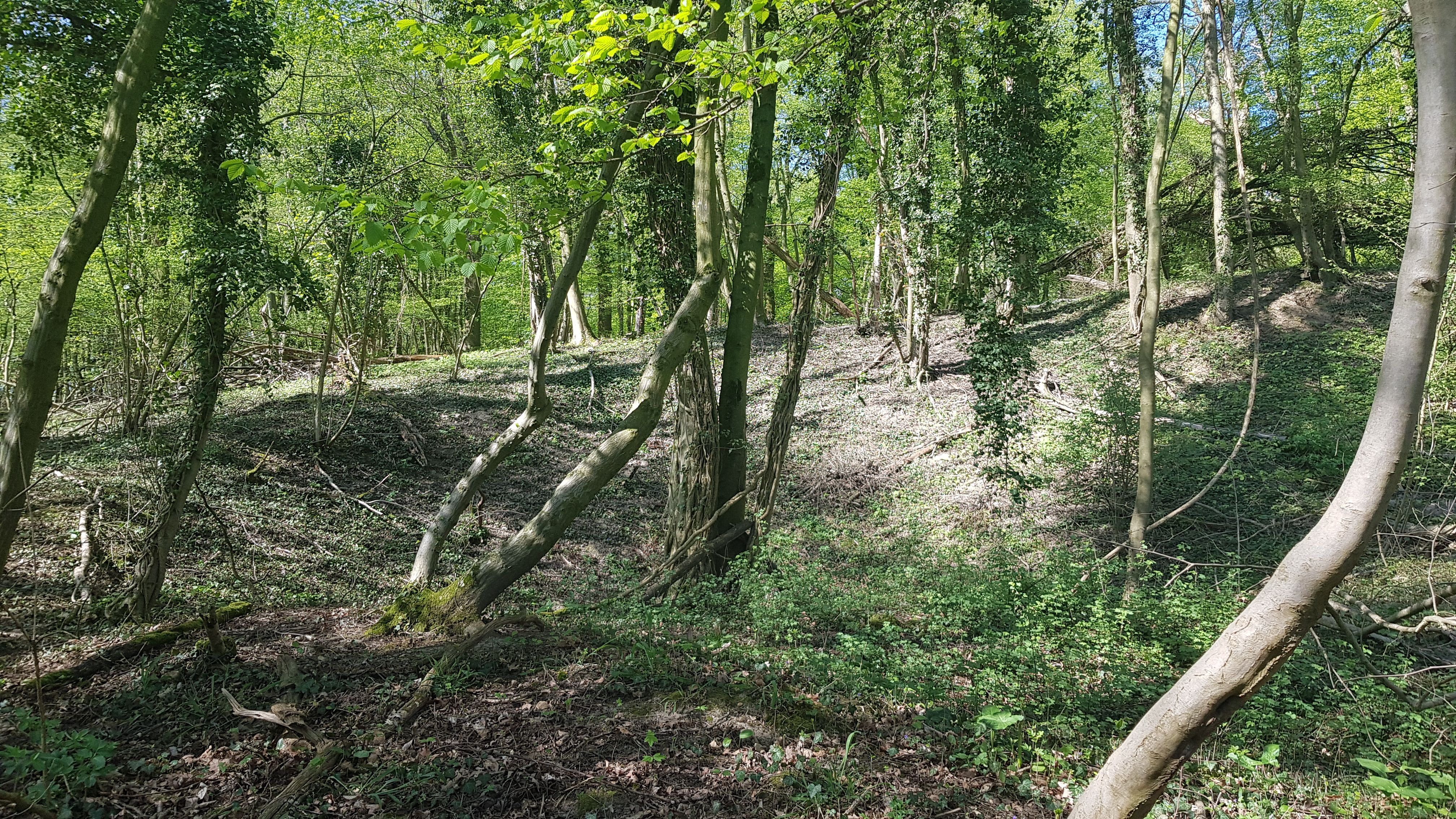
een kuil aan de rand van het bos

De Groeve Gerendal is een groeve in Nederlands Zuid-Limburg in de gemeente Valkenburg aan de Geul. De groeve ligt ten zuidwesten van Oud-Valkenburg en Schin op Geul in het hellingbos Sint-Jansbosch op een kop in de zuidhelling van het Geuldal op de noordoostelijke rand van het Plateau van Margraten. Hier mondt direct ten oosten het Gerendal uit in het Geuldal.
Op ongeveer 275 meter naar het westen lag de Groeve van de Scheve Spar II.

## Geschiedenis
Het is onduidelijk in welke periode de groeve ontgonnen is. Groeves in de omgeving zijn van de 17e tot de 19e eeuw door blokbrekers ontgonnen voor de winning van kalksteen.

## Groeve
De groeve heeft een oppervlakte van ongeveer 9593 vierkante meter. Het landschap ter plaatse is bezaaid met kuilen.
Onduidelijk is of de groeve ook ondergronds ontgonnen is. Bij een mogelijke ingang zijn er in het kalksteen zaagvlakken aangetroffen.